# 김무연
김무연(金武然, 1921년 10월 1일 ~ 2019년 11월 8일)은 대한민국의 정치인, 중앙부처 공무원이다.

## 학력
- 1940년: 안동농림학교 졸업
- 1942년: 일본 도쿄 다쿠쇼쿠(拓殖)대학 전문부 졸업
- 1956년: 국방대학교 행정학사 1기
- 1974년: 국방대학원 행정학 석사 수료

## 경력
- 1961.07 ~ 1962.08: 제18대 경북 문경군수
- 1962.08 ~ 1964.04.09: 제21대 영덕군수
- 1964.04.10 ~ 1965.03.26: 제14대 금릉군수
- 1965.03.27 ~ 1966.05.31: 경상북도청 상공국장
- 1966.06.01 ~ 1968.04.30: 경상북도 대구시청 부시장
- 1968 ~ 1970년 11월 25일: 경상북도 내무국장 · 기획관리실장
- 1970 ~ 1971년: 민주공화당 경북도지부 사무국장
- 1971.08 ~ 1973.07.08: 경상북도 부지사
- 1974.07 ~ 1976.10: 경상북도 대구시장
- 1976 ~ 1977: 내무부 지방국장
- 1977.12.31∼ 1878.02.14: 내무부 지방차관보
- 1978.02.15 ~ 1978.12.15: 강원도지사
- 1978.12 ~ 1981.04: 경상북도지사
- 1981.04 ~ 1982.05: 부산직할시장
- 1983: 안동문화방송 사장
- 1986 ~ 1989: 대구문화방송 사장
- 1989 ~ 1997: 대한적십자사 중앙위원
- 1998: 대구시 원로자문협의회장

## 같이 보기
- 경상북도청
- 민주공화당